# Acanthocladus albicans
Acanthocladus albicans är en jungfrulinsväxtart som beskrevs av Alfred William Bennett. Acanthocladus albicans ingår i släktet Acanthocladus och familjen jungfrulinsväxter. Inga underarter finns listade i Catalogue of Life.